# 直潘鰍
直潘鰍為輻鰭魚綱鯉形目鰍科的其中一種，為熱帶淡水魚，分布於亞洲緬甸、印度及孟加拉淡水流域，體長可達6.5公分，棲息在底層水域，棲息在水流緩慢，沙底質的溪流，生活習性不明。

## 扩展阅读
維基物種上的相關：直潘鰍